# Johann Friedrich Pfaff
Johann Friedrich Pfaff (né à Stuttgart le 22 décembre 1765 et mort le 21 avril 1825 à Halle en province de Saxe) est un mathématicien allemand qui étudie les changements de variables dans les équations aux dérivées partielles.

## Biographie
Pfaff fréquente l'école ducale Hohe Karlsschule de Stuttgart de 1774 à 1785. Sur recommandation de Charles II de Wurtemberg, fondateur de l'école, Pfaff peut aller étudier les mathématiques (avec le Pr. Abraham Kästner) et la physique (avec le Pr. Lichtenberg) à l'université de Göttingen à partir de 1785. Il étudie en 1787 l'astronomie à Berlin sous la direction de Bode[réf. souhaitée]. Il termine sa formation à Vienne. En 1788, Lichtenberg le recommande pour le poste de professeur de mathématiques à l'université d'Helmstedt.
Il revient à Pfaff d'avoir découvert le génie du jeune Carl Friedrich Gauss : il est son directeur de thèse à partir de 1799 et appuie sa candidature in absentia auprès de l'université d'Helmstedt. Après la fermeture de l'université en 1810 à la suite de troubles anti-français, Pfaff rejoint l'université de Halle, qui venait juste de rouvrir ses portes, et obtient en 1812 la direction de l'observatoire de cette ville. Pfaff a un autre étudiant fameux en la personne d'August Ferdinand Möbius.

## Œuvres
Pfaff publie en 1788 à Helmstedt une nouvelle méthode pour le calcul des différentielles. Cette même année, il inaugure également une série d'articles sur la sommation des séries et, en 1793, poursuivant les travaux d'Euler, le développement en série d'intégrales de produits de fonctions puissance.
C'est en 1815 qu'il publie son article fondamental Methodus generalis æquationes differentiarum particularum ... complete integrandi qui traite du problème de Pfaff, c'est-à-dire de l'intégration d'équations aux dérivées partielles de la forme 
{\displaystyle \omega =0} où
{\displaystyle \qquad \omega =\sum _{k=1}^{n}f_{k}(x_{1},\ldots ,x_{n})\,\mathrm {d} x_{k}.}
On appelle aujourd'hui une forme différentielle {\displaystyle \omega } de ce type Forme de Pfaff de variables {\displaystyle x_{1},\ldots ,x_{n}}.
La méthode de Pfaff est généralisée en 1827 par Jacobi. Le terme « pfaffien » est introduit par Arthur Cayley pour désigner un polynôme lié à ces recherches et dont le déterminant d'une matrice antisymétrique est le carré. On parle ainsi, par exemple, de contrainte pfaffienne. Les fonctions pfaffiennes sont aussi nommées d'après lui.